# 장전동
장전동(長箭洞)은 대한민국 부산광역시 금정구의 법정동이다. 행정동 장전1동, 장전2동으로 나뉘어 있다.
장전(長箭)이란 긴 화살이라는 뜻으로 금정산 죽전부락과 같이 화살살대를 만드는 재료가 많아 붙여진 이름이라고 한다. 전(箭)은 한국 중부지방 이남과 해안지방에 많이 서식하고 있어 바구니와 조리따위를 만들기도 하고 담뱃대나 화살대를 만드는데 쓰이는 것이다. 즉, 장전은 군기 중에 하나인 긴 화살(장전), 짧은 화살(편전) 등을 만드는 곳이거나 원재료를 공급하는 곳으로 보인다.

## 교육
- 부산대학교 부산캠퍼스

## 같이 보기
- 대한민국의 지리
- 대한민국의 행정 구역